# Plinia clausa
Plinia clausa là một loài thực vật có hoa trong Họ Đào kim nương. Loài này được McVaugh miêu tả khoa học đầu tiên năm 1956.